# Angie Bainbridge
Angie Lee Bainbridge OAM (* 16. Oktober 1989 in Newcastle, New South Wales) ist eine ehemalige australische Schwimmerin. Sie erschwamm bei Olympischen Spielen eine Gold- und eine Silbermedaille sowie bei Weltmeisterschaften eine Silbermedaille auf der 50-Meter-Bahn und viermal Silber und einmal Bronze auf der 25-Meter-Bahn.

## Sportliche Karriere
Die 1,81 Meter große Angie Bainbridge schwamm für den Hunter Swimming Club. Sie nahm von 2003 bis 2005 am Weltcup teil, wenn dieser in Australien gastierte.
Im April 2008 gehörte Bainbridge zum australischen Aufgebot für die Kurzbahnweltmeisterschaften in Manchester. In der 4-mal-200-Meter-Freistilstaffel siegten die Niederländerinnen mit sechs Hundertstelsekunden Vorsprung vor den Britinnen, weitere fünf Hundertstel dahinter erreichten Bronte Barratt, Angie Bainbridge, Kelly Stubbins und Kylie Palmer das Ziel mit sechseinhalb Sekunden Vorsprung auf das viertplatzierte Quartett aus den Vereinigten Staaten. In der 4-mal-100-Meter-Lagenstaffel war Bainbridge nur im Vorlauf dabei, im Finale schlugen die Australierinnen als Zweite hinter dem US-Team an. Bainbridge erhielt für ihren Vorlaufeinsatz ebenfalls eine Silbermedaille. In der abschließenden 4-mal-100-Meter-Freistilstaffel gewannen die Niederländerinnen mit zweieinhalb Sekunden Vorsprung vor Alice Mills, Shayne Reese, Kelly Stubbins und Angie Bainbridge.
Vier Monate später bei den Olympischen Spielen 2008 in Peking erreichten Felicity Galvez, Angie Bainbridge, Melanie Schlanger und Lara Davenport die sechstbeste Vorlaufzeit. Im Finale schwammen Stephanie Rice, Bronte Barratt, Kylie Palmer und Linda Mackenzie fast elf Sekunden schneller und stellten einen neuen Weltrekord auf. Die Australierinnen waren die einzige Mannschaft, die im Finale mit komplett anderer Besetzung als im Finale antrat. Für ihren Beitrag zur olympischen Goldmedaille erhielt Bainbridge 2009 die Medaille des Order of Australia.
Zwei Jahre danach trat Bainbridge bei den Pan Pacific Championships über 100 Meter und über 200 Meter Freistil an, schied aber jewerils im Vorlauf aus. 2011 bei den Weltmeisterschaften in Shanghai schwamm die australische 4-mal-200-Meter-Freistilstaffel im Vorlauf mit Angie Bainbridge, Blair Evans, Jade Neilsen und Bronte Barratt die sechstbeste Zeit. Im Finale siegte das US-Quartett mit einer Sekunde Vorsprung vor Bronte Barratt, Blair Evans, Angie Bainbridge und Kylie Palmer, die ihrerseits 0,24 Sekunden vor den drittplatzierten Chinesinnen anschlugen.
Bei den Olympischen Spielen 2012 in London erreichte die 4-mal-200-Meter-Freistilstaffel mit Brittany Elmslie, Angie Bainbridge, Jade Neilson und Blair Evans die schnellste Vorlaufzeit. Im Finale waren Bronte Barratt, Melanie Schlanger, Kylie Palmer und Alicia Coutts über fünf Sekunden schneller, wurden aber nur Zweite hinter der Staffel aus den Vereinigten Staaten. Ende des Jahres bei den Kurzbahnweltmeisterschaften in Istanbul wurde Bainbridge Fünfte über 100 Meter Freistil, Sechste über 400 Meter Freistil und Vierte über 200 Meter Freistil, wobei sie hier nur 0,21 Sekunden hinter den Medaillenrängen lag. In der 4-mal-100-Meter-Lagenstaffel schwammen im Vorlauf Grace Loh, Samantha Marshall, Brianna Throssell und Sally Foster und konnten sich als achtbeste Staffel gerade noch für den Endlauf qualifizieren. Im Finale waren Rachel Goh, Sarah Katsoulis, Marieke Guehrer und Angie Bainbridge sechseinhalb Sekunden schneller und wurden Zweite hinter den Däninnen. In der 4-mal-100-Meter-Freistilstaffel schwammen Angie Bainbridge, Marieke Guehrer, Brianna Throssell und Sally Foster sowohl im Vorlauf als auch im Endlauf und waren jeweils Zweite hinter der Staffel aus den Vereinigten Staaten und vor den Däninnen.